# Fort Loramie
Fort Loramie es una villa ubicada en el condado de Shelby en el estado estadounidense de Ohio. En el Censo de 2010 tenía una población de 1478 habitantes y una densidad poblacional de 595,68 personas por km².

## Geografía
Fort Loramie se encuentra ubicada en las coordenadas 40°20′44″N 84°22′15″O / 40.34556, -84.37083. Según la Oficina del Censo de los Estados Unidos, Fort Loramie tiene una superficie total de 2.48 km², de la cual 2.48 km² corresponden a tierra firme y (0.1%) 0 km² es agua.

## Demografía
Según el censo de 2010, había 1478 personas residiendo en Fort Loramie. La densidad de población era de 595,68 hab./km². De los 1478 habitantes, Fort Loramie estaba compuesto por el 99.73% blancos, el 0.14% eran afroamericanos, el 0% eran amerindios, el 0.07% eran asiáticos, el 0% eran isleños del Pacífico, el 0% eran de otras razas y el 0.07% pertenecían a dos o más razas. Del total de la población el 0.41% eran hispanos o latinos de cualquier raza.